# Estação Shopping (Metrorec)
A Estação Shopping é uma das estações do Sistema de Trens Urbanos do Recife, situada em Recife, entre a Estação Antônio Falcão e a Estação Tancredo Neves.
Foi inaugurada em 2008 e atende a moradores e trabalhadores da região centro-sul do bairro de Imbiribeira.